# Verfolgung der Bahai
Die Verfolgung der Bahai zeigt sich systematisch im Ursprungsland ihres Glaubens, im heutigen Iran, in staatlich durchgeführten, geförderten oder geduldeten Maßnahmen gegen Bahai aufgrund ihres religiösen Bekenntnisses. Die teilweise schwerwiegenden Menschenrechtsverletzungen erstrecken sich sowohl über bürgerlich-politische als auch über wirtschaftliche, soziale und kulturelle Menschenrechte. Neben der hauptsächlichen Verweigerung des Rechts auf Glaubens- und Religionsfreiheit sowie des Rechts auf Arbeit und Bildung umfassen die Verfolgungen vor allem Versammlungsverbote, Enteignungen, Vertreibung, Verhaftungen und Folter. Ziel dieser Verfolgung der Bahai ist die Zerstörung ihrer kulturellen Wurzeln und ihre soziale und wirtschaftliche Marginalisierung. Die systematische und staatlich angeordnete Verfolgung der Bahai ist zu unterscheiden von verschiedenen Formen der Diskriminierung wie lokale Feindseligkeiten oder Beschränkung religiöser Aktivitäten von Bahai in einigen weiteren islamisch geprägten Ländern. Allerdings zeichnet sich im Jemen für die Bahai eine in vielerlei Hinsicht der Islamischen Republik Iran analoge Verfolgungslage ab.

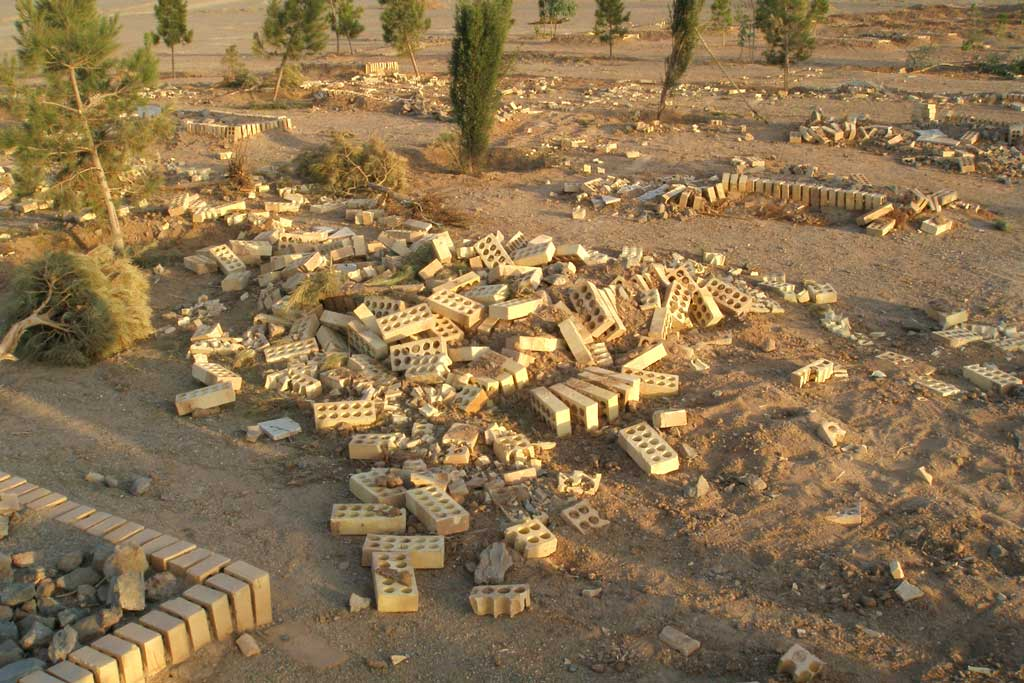
Zerstörter Bahaifriedhof in Yazd

## Ursachen sowie religiöse und ideologische Rechtfertigung
Da die Mehrheit der Muslime die Bezeichnung Mohammeds als das „Siegel der Propheten“ dahingehend deutet, dass dieser als der Letzte in einer Reihe von Propheten anzusehen sei und die vorherigen Religionsstiftungen bis zum Jüngsten Gericht vollendet habe, kann es ihrem Verständnis nach keine weiteren Offenbarungen Gottes in der Menschheitsgeschichte geben. Der Stifter der Bahai-Religion, Bahāʾullāh, lehrt demgegenüber, dass der Bund, den Gott mit den Menschen geschlossen habe, „bis an das Ende, das kein Ende hat“, stets durch weitere Offenbarungen des göttlichen Willens erneuert werde. Bahāʾullāh selbst erhebt den Anspruch, die Reihe der Manifestationen Gottes fortzusetzen. Seine Heiligen Schriften betrachten die Bahai daher als Offenbarung Gottes an die Menschheit, wobei die Lehre von der fortschreitenden Gottesoffenbarung den Kern der Bahai-Theologie ausmacht. Damit gelten die Anhänger der Bahai-Religion insbesondere in der islamischen Orthodoxie gleichweder Rechtsschule als vom Islam Abgefallene.
Aufgrund der spezifischen Entstehungsgeschichte der Bahai-Religion, die sich historisch aus der islamischen Schia entwickelt hat, ist die Verfolgung der Bahai eng mit der jüngeren iranischen Geschichte verknüpft. Der Anspruch Bahāʾullāhs, eine neue göttliche Lehre offenbart zu haben, steht insbesondere im theologischen Widerspruch mit dem seit 1979/1980 in Iran geltenden Staatsprinzip des „Wilayat-e Faqih“, wonach die Geistlichkeit die politische Herrschaft stellvertretend für den zu erwartenden Zwölften Imam kontrolliert. Dem Glauben der Bahai zufolge erschien diese Messiasgestalt des schiitischen Islams bereits in der historischen Figur und Stiftergestalt des Babismus, des Bab, in der Mitte des 19. Jahrhunderts. Dieser Bab war zugleich Wegbereiter und Vorläufer Bahāʾullāhs. Seit der islamischen Revolution wird die öffentliche Austragung dieses theologischen Konfliktes mit politischen Mitteln unterdrückt.
Ein weiterer ideologischer Grund für die Verfolgung ist die (theologisch begründete) kosmopolitische Haltung der Bahai. Die soziale Entwicklung Irans nimmt zwar eine besondere Bedeutung im Bahai-Schrifttum ein. Gleichwohl definieren sich Bahai nicht primär national, sondern verstehen sich als Weltbürger. In ihrer Beratungsfunktion bei den Vereinten Nationen durch die Bahá'í International Community widmen sie sich ihrer Lehre entsprechend der Förderung eines globalen Föderalismus. Aus Perspektive des schiitischen Klerus sind die Bahai daher „uniranisch“, da ein Iraner (jedenfalls kulturell) in seinem schiitischen Hintergrund verwurzelt bleiben müsse.
Die Bahai stellen mit ihren 300.000 bis 400.000 in der Islamischen Republik Iran lebenden Anhängern die größte religiöse Minderheit des Landes. Im Gegensatz zu Christen, Juden und Zoroastriern werden sie jedoch in Artikel 13 der iranischen Verfassung nicht als anerkannte religiöse Minderheit geschützt. Damit werden die Repressionen gegen Bahai legitimiert und im nicht-säkularen Staatsaufbau Irans sogar legalisiert. Im Kampf um Einfluss und Macht innerhalb Irans dienten und dienen die Bahai, zu Erzfeinden des Schiitentums und des Nationalstolzes stilisiert, immer wieder als Sündenböcke, die instrumentalisiert werden, um die emotionale Unterstützung der Massen zu gewinnen. In der iranischen Öffentlichkeit wird die Verfolgung mit angeblicher „Gefährdung der nationalen Sicherheit“, mit unsinnigen Vorwürfen, etwa die Bahai seien „Zionisten“ oder „Spione“, begründet. Dabei stellen die Bahai in Iran eine Bevölkerungsgruppe dar, die sich gemäß den Lehren ihres Glaubens nicht in die iranische Politik einmischt und das Prinzip der Gewaltlosigkeit praktiziert. Der iranische Staat formulierte 1991 gar eine eigene Staatsdoktrin mit dem Ziel, die Bahai als lebensfähige Gemeinschaft in Iran und im Ausland auszuschalten. Dies ergibt sich aus einem Regierungsdokument zur sog. Bahai-Frage, das von den Vereinten Nationen im Jahr 1993 veröffentlicht wurde. Darin heißt es auch: „Es muss ein Plan entwickelt werden, um ihre [Bahai] kulturellen Wurzeln außerhalb des Landes anzugreifen und zu zerstören.“
Die darauf gründende Verfolgung der Bahai durch die Huthi-Miliz im Jemen seit 2013 folgt demselben Muster wie in Iran. Die von Huthi-Führer Abdul-Malik al-Huthi medial übertragenen Hassreden sind mit denen des Obersten Führers Khamenei vergleichbar. Die Inhaftierungen und Willkürurteile werden ebenfalls mit Spionage für Israel oder Apostasie begründet.

## Verfolgungsgeschichte
Die Verfolgungsgeschichte der Bahai in Persien geht zurück auf die Wirkungszeit des Bab, der 1850 in Täbris wegen Gotteslästerung hingerichtet wurde. 1849/50 wurden in einem Demozid zahlreiche seiner Anhänger massakriert, einige Quellen sprechen von über 20.000 ermordeten Babis. Erst Babi und dann Bahai sind seit ihrer Entstehung die 'Vogelfreien' der persischen Gesellschaft, nicht zuletzt weil sie eine 'Kaste' von religiösen Vordenkern ablehnen. Unter Reza Schah Pahlavi und Mohammad Reza Pahlavi wurden Gesetze erlassen, die den Bahai ihre bürgerlichen Rechte entzogen. Renten wurden gestrichen, Bahai aus dem Staatsdienst und dem Militär entlassen, Literatur verboten, Häuser enteignet, Schulen geschlossen, Zentren beschlagnahmt, Versammlungen verboten. Regelmäßig fanden Säuberungen und Pogrome statt, so 1925, 1932, 1934, 1939, 1943 und vor allem 1955, als der Schah den Mullahs die Funkanstalten der Regierung für Hetzsendungen gegen die Bahai zur Verfügung stellte und das Militär das Bahai-Zentrum in Teheran zerstörte.
Nach der islamischen Revolution 1979 und der Errichtung der Islamischen Republik Iran wurden die Verfolgungen systematisch betrieben. Bis 1981 wurden alle Wallfahrtsstätten und Pilgerorte der Bahai zerstört, entweiht oder zweckentfremdet. Friedhöfe und Krankenhäuser wurden vom Mob unter Führung der so genannten Religionswächter oder der iranischen Regierung mit Bezug auf ihre Interpretation der Scharia zerstört. Seit Mitte 1981 wurde den Bahai bis heute die Aufnahme in höheren Bildungseinrichtungen, in manchen Orten in Schulen, verweigert, Studenten und Lehrkräfte wurden entlassen, Angestellte im öffentlichen Dienst ohne Sozialversicherung und Rente aus dem Dienst geworfen, Gehälter und Ausbildungskosten mussten unter Androhung von Gefängnis zurückgezahlt werden. Bahai-Eigentum wurde enteignet, Geschäftsverkehr mit Bahai-Angehörigen verboten, Läden und Geschäfte geschlossen, Geschäfts- und Privatkonten gesperrt und somit die Existenzgrundlage zerstört. Immer wieder kam es zu Pogromen: Geschäfte, Büros und Fabriken wurden geplündert, Vieh abgeschlachtet, die Ernte enteignet oder gestohlen. Wohnhäuser wurden überfallen und in Brand gesteckt, die Bewohner massakriert, lebendig verbrannt oder gewaltsam gezwungen, zum Islam zu konvertieren.
In den Jahren unmittelbar nach der Revolution von 1979/1980 wurden Tausende Bahai verhaftet, grausam gefoltert. Über 200 Bahai wurden allein aufgrund ihrer religiösen Überzeugung hingerichtet. Unter ihnen befand sich praktisch die gesamte gewählte Führung der iranischen Bahai-Gemeinde. Am 18. Juni 1983 wurden zum Beispiel auch zehn großteils sehr junge Frauen, darunter die 17-jährige Mona Mahmudnizhad, in Schiras durch Erhängen hingerichtet. Vermutlich mindestens 10.000 Gläubige sind ins Exil geflohen. Aus einem Anfang 1993 von den Vereinten Nationen veröffentlichten Geheimpapier des Obersten Islamisch Revolutionären Kulturrates aus dem Jahr 1991 geht hervor, dass die Bahai auf allen Ebenen diskriminiert werden sollen, um ihren Fortschritt und ihre Entwicklung zu behindern. Dieses nach seinem Verfasser benannte Golpayegani-Memorandum formuliert die iranische Staatsdoktrin im Umgang mit den Bahai seit den 1990er Jahren. Die Maßnahmen schreiben im Wesentlichen vor, dass mit den Bahai in Iran in einer Art und Weise umzugehen sei, so dass „deren Fortschritt und Entwicklung behindert werden.“ So sollen Bahai auf niedrigem Bildungs- und Existenzniveau gehalten werden und stets voller Angst sein, dass ihnen schon bei der geringsten Übertretung Inhaftierung oder auch Schlimmeres droht. Auch für die Bahai im Ausland müsse „ein Plan entwickelt werden, um ihre kulturellen Wurzeln außerhalb des Landes anzugreifen und zu zerstören“. Das Memorandum sollte damit einen Kurswechsel vorgeben: weg von den blutigen Verfolgungen der Vergangenheit, die zur internationalen Isolierung Irans beigetragen hatten, hin zu verdeckten wirtschaftlichen, sozialen und kulturellen Menschenrechtsverletzungen der iranischen Bahai, die unterhalb der internationalen Aufmerksamkeitsschwelle stattfinden sollten. Wirklich aufgegangen ist diese Strategie allerdings nicht, wie unter anderem die Reaktionen der internationalen Staatengemeinschaft einschließlich der Vereinten Nationen zeigen.

## Verfolgungslage in Iran
Die Bahai in Iran sind von verschiedenen Menschenrechtsverletzungen betroffen. So meldete die Internationale Bahá’í-Gemeinde eine deutliche Zunahme an willkürlichen Inhaftierungen, horrende Kautionszahlungen, Folter, Beschlagnahmungen, die Verweigerung des Zugangs zu höherer Bildung, Schikanen und Drangsalierungen von Kindern und Jugendlichen und staatlich organisierte Propaganda, welche eine Dämonisierung von Bahai bewirken soll. Übergriffe auf Bahai, die durchweg unbestraft bleiben, wurden seit der Amtszeit von Mahmud Ahmadinedschad durch gezielte Hetzkampagnen geschürt. Das Versammlungsrecht und der Besitz von Gemeindeeigentum wird den Bahai nach wie vor nicht gewährt. Im Jahr 2004 wurden mehrere mit der frühen Bahai-Geschichte in Iran verbundene heilige Stätten, darunter das Geburtshaus des Religionsstifters, zerstört, um die kulturellen Spuren dieser Religion in Iran zu tilgen. In einigen Städten kam es in der jüngsten Zeit zu Zerstörungen von Bahai-Friedhöfen, so zuletzt 2018 in Isfahan. Nach wie vor werden die Bahai von weiterführender Bildung und dem Besuch von Universitäten ausgeschlossen. Eine Beschäftigung in öffentlichen Einrichtungen wird ihnen verwehrt. Geschäfte werden regelmäßig durch Behörden versiegelt, wenn sie an Bahai-Feiertagen geschlossen sind. Im Jahr 2008 inhaftierte der iranische Geheimdienst die sieben führenden Mitglieder der iranischen Bahai-Gemeinde einschließlich der Geschäftsführerin der Gruppe, Mahvash Sabet, die mit ihren Gedichten aus dem Gefängnis internationale Beachtung fand. Damit verlor die iranische Bahai-Gemeinde ihre informelle Leitungsgruppe, welche nach der Verschleppung und Hinrichtung der Mitglieder des Nationalen Geistigen Rates der Bahai in Iran in den Jahren 1980 und 1981 – unter Mitwissen der iranischen Regierung – gegründet wurde. Die Mitglieder dieses aufgelösten Gremiums wurden nach Vollendung ihrer zehnjährigen Haftstrafen freigelassen. Weiterhin wird den Bahai jegliche Form der Verwaltung vorenthalten.
Im Januar 2020 wurde bekannt, dass der neue Chipkarten-Personalausweis in Iran nur noch über ein Onlineformular beantragt werden kann, bei dem nur eine der vier in der Verfassung anerkannten Religionen – Islam, Christentum, Judentum, Zoroastrismus – angegeben werden können. Die Option „andere Religion“ besteht nicht. Auf Nachfrage wurde den Bahai mitgeteilt, dass sie eine der vier Möglichkeiten wählen sollen. Sie werden dadurch vor die Wahl gestellt, über ihre Religionszugehörigkeit zu lügen oder auf grundlegende Dienstleistungen zu verzichten. Denn der Chipkarten-Personalausweis wird etwa für die Beantragung eines Reisepasses und eines Führerscheins sowie für die Eröffnung eines Bankkontos, die Aufnahme eines Darlehens sowie den Erwerb von Grundstücken benötigt. Die Bahai-Gemeinde betonte, dass die Verleugnung ihres Glaubens für sie nicht infrage käme.
Während der Covid-19-Pandemie hat die Verfolgung der Bahai mit Inhaftierungen, Beschlagnahmungen, medialer Desinformation und Strafurteilen zugenommen. Die iranischen Behörden machen die Bahai für die Krise verantwortlich und stempeln sie damit abermals als Sündenböcke ab.
Im August 2022 wurde bekannt, dass mehrere Angehörige der Bahai-Religion wegen angeblicher Spionage für Israel festgenommen wurden, laut iranischem Geheimdienst der „zentrale Kern der Bahai-Spionagepartei“, der im Auftrag Israels geheime Informationen gesammelt und weitergeleitet und das vermeintliche Ziel hätte, im ganzen Land „Bildungseinrichtungen auf verschiedenen Ebenen zu infiltrieren, insbesondere Kindergärten und Schulen“, wo sie Missionsarbeit für die verbotene Bahai-Religion betrieben hätten.

## Reaktion der iranischen Bahai
Trotz der Brutalität und Systematik der Verfolgung weigern sich viele Bahai in Iran, sich der Opferrolle zu fügen. Viele von ihnen verfolgen in ihrer Reaktion den Grundsatz einer konstruktiven Resilienz. Anstatt der Unterdrückung nachzugeben, wenden sie sich an die Strafverfolgungsbehörden, indem sie rechtliche Argumente vorbringen, die auf der Iranischen Verfassung und den Gesetzen des Landes beruhen. Bahai sind generell bemüht, ihre jeweilige Regierung als ein System zur Aufrechterhaltung des Wohlergehens und des geordneten Fortschritts einer Gesellschaft zu sehen und verpflichten sich, die Gesetze ihres Landes einzuhalten, ohne dabei zuzulassen, dass ihre inneren religiösen Überzeugungen verletzt werden.
Die Resilienz der iranischen Bahai wird besonders deutlich am Beispiel des Bahai Institute for Higher Education (BIHE). Diese informelle Bildungseinrichtung wurde 1987 ins Leben gerufen, um jungen Bahai Hochschulbildung zu ermöglichen. Denn unmittelbar nach der Islamischen Revolution wurden alle Bahai-Universitätsprofessoren entlassen und Bahai-Studenten von den Universitäten verwiesen. Als immer deutlicher wurde, dass die Behörden nicht die Absicht hatten, diese Situation zu ändern, und weil die Bahai-Gemeinde der Bildung einen hohen Stellenwert einräumt, begannen Bahai mit Fachkenntnissen in verschiedenen Bereichen, ihre Dienste als Dozenten ehrenamtlich anzubieten. Mittlerweile bietet das BIHE Kursangebote in 38 Studiengängen bei mehr als 700 Dozenten an. Der Hochschulbetrieb erfolgt zum Großteil über Fernunterricht und Kleingruppen in Privatwohnungen. Das Niveau der Bildungsangebote ist zum Teil so hoch, dass es einigen der Absolvierenden gelingt, an Universitäten im Ausland zugelassen zu werden, auch wenn eine generelle Anerkennung der Abschlüsse auch in Deutschland noch nicht gegeben ist.

## Stellungnahmen aus Politik und Zivilgesellschaft
Immer mehr Menschen in der Islamischen Republik Iran, darunter Intellektuelle, Journalisten, Aktivisten, Filmemacher, Studierende, Künstler und eine Reihe von Geistlichen, haben sich ebenfalls für die Rechte der Bahai ausgesprochen und erkannt, dass die Situation der Bahai in Iran einen Lackmustest für den Zustand dieser Gesellschaft und ihre Fähigkeit, die Rechte jedes Bürgers zu schützen, darstellt.
Die internationale Gemeinschaft reagiert mit Mitgefühl auf die Verfolgung der Bahai in Iran und bringt kontinuierlich ihre Besorgnis über die Menschenrechtsverletzungen durch die Islamische Republik zum Ausdruck. Solche Unterstützungsbekundungen wurden nicht nur von zivilgesellschaftlichen Organisationen wie Amnesty International abgegeben.
Die deutsche Bundesregierung und die Europäische Union haben in jüngerer Zeit mehrfach Menschenrechtsverletzungen an Bahai gegenüber Teheran durch Demarchen zur Sprache gebracht, unter anderem im November 2017. In einer am 30. Oktober 2019 mit 84 zu 30 Stimmen bei 66 Enthaltungen angenommenen Resolution äußert die Generalversammlung der Vereinten Nationen ihre „ernsthafte Besorgnis über anhaltende schwerwiegende Beschränkungen und zunehmende Einschränkungen des Rechts auf Gedanken-, Gewissens-, Religions- oder Glaubensfreiheit, (...) gegen Personen zum Ausdruck, die zu anerkannten und nicht-anerkannten religiösen Minderheiten gehören, einschließlich (...) Anhängern des Bahai-Glaubens“. Diese Resolution folgt auf zwei aktuelle UN-Berichte über den Iran. Der UN-Sonderberichterstatter zur Lage der Menschenrechte in Iran, Javaid Rehman, stellte in seinem Bericht aus dem Juli 2019 fest: „Die Bahai, die als die größte nicht-muslimische und nicht-anerkannte religiöse Minderheit in der Islamischen Republik Iran gelten (...) haben in den letzten 40 Jahren unter den schwerwiegendsten Formen von Unterdrückung und Verfolgung gelitten“. Auch im UN-Menschenrechtsrat in Genf kritisierte eine große Anzahl von Ländern Iran im Rahmen des 34. Allgemeinen Überprüfungsverfahrens wegen seiner Verletzung der Menschenrechte religiöser Minderheiten. Sechs Empfehlungen von Mitgliedsstaaten beziehen sich speziell auf die Lage der Bahai. Auch das Europäische Parlament und der Europäische Rat äußern sich regelmäßig zur Menschenrechtslage der Bahai in Iran.
Die Beauftragte der Bundesregierung für Menschenrechtspolitik und Humanitäre Hilfe, Dr. Bärbel Kofler, forderte in einer Presseerklärung am 31. Januar 2020 von Iran, die „massive Diskriminierung der Bahai“ einzustellen. Der Beauftragte der Bundesregierung für weltweite Religionsfreiheit, MdB Markus Grübel, forderte in einer Presseerklärung vom 17. Januar 2021 „die iranische Regierung dazu auf, die Bahai als religiöse Gemeinschaft anzuerkennen“.

## Zuerkennung der Flüchtlingseigenschaft in Deutschland
Hinsichtlich der Zuerkennung der Flüchtlingseigenschaft wird in ständiger Rechtsprechung anerkannt, dass die Abwendung vom Islam und Hinwendung zum Bahaitum in Iran mit beachtlicher Wahrscheinlichkeit zu Verfolgung im Sinne der §§ 3 ff. Asylgesetz führt. Die allgemeine Gefahrenlage, die sich nach Briefing Notes des Bundesamts für Migration und Flüchtlinge vom 20. Juli 2020 in jüngster Zeit noch verschärft haben soll, hat sich dahin verdichtet, dass von einer konkreten Gefahr für jeden einzelnen Bahai auszugehen ist. Ein bloß formal vollzogener Übertritt vom Islam zum Bahaitum genügt gleichwohl nicht für die Annahme einer dem Betroffenen mit beachtlicher Wahrscheinlichkeit drohenden Verfolgung. Die Zuerkennung der Flüchtlingseigenschaft setzt vielmehr eine echte Glaubensentscheidung des Schutzsuchenden voraus, die im Fall einer Rückkehr trotz der in Iran drohenden Nachteile und Gefahren Bestand hätte und erwarten lässt, dass der Betroffene an seinem neuen Glauben festhält und diesen auch in Iran praktizieren will. Es muss festgestellt werden können, dass die Hinwendung des Schutzsuchenden zum Bahaitum auf einem ernst gemeinten religiösen Einstellungswandel mit festen, identitätsprägenden Überzeugungen und nicht bloß auf Opportunitätserwägungen beruht. Die religiöse Identität des Schutzsuchenden kann dabei als innere Tatsache nur auf Grundlage von dessen Vorbringen und im Wege eines Rückschlusses von äußeren Anhaltspunkten auf die innere Einstellung des Betroffenen festgestellt werden. Ein danach grundsätzlich zu berücksichtigender Umstand ist die Bestätigung des Nationalen Geistigen Rates der Bahai in Deutschland über die Mitgliedschaft in der Bahá’í-Gemeinde.

## Verfolgungslage im Jemen
Die Geschichte der jemenitischen Bahai-Gemeinde geht zurück auf die Anfänge des Bahai-Glaubens Mitte des 19. Jahrhunderts und ist in den letzten Jahrzehnten von beständigem Wachstum geprägt. Seit der Machtübernahme der Huthis im Nordjemen wuchs der Druck auf die Bahai-Gemeinde. So folgten Verhaftungswellen in den Jahren 2016 und 2017, ein Todesurteil im Januar 2018 und ein weiterer laufender Prozess gegen 24 Angeklagte vor demselben Richter eines Huthi-Sondergerichts in Sana’a, das erst am 9. Juli 2019 30 Akademiker und Politiker zum Tode verurteilt hat. Die Berufung gegen das Todesurteil im Fall Hamed bin Haydara wurde am 22. März 2020 von einem Sondergericht der Huthis abgewiesen. Zahlreiche internationale Organisationen und nationale Regierungen äußerten ihre Bestürzung über diese Menschenrechtsverletzung und forderten die sofortige Aufhebung des Todesurteils, so auch die Bundesregierung. Daraufhin ordnete der Präsident des Obersten Politischen Rates der Huthis, Mahdi Al-Mashat, in einer öffentlichen Fernsehansprache am 25. März 2020 die Begnadigung von Hamed bin Haydara sowie die Freilassung der sechs inhaftierten Bahai an. Erst am 30. Juli 2020 wurden sie unter der Bedingung aus der Haft entlassen, das Land unmittelbar zu verlassen. Weder wurde das Todesurteil gegen Haydara aufgehoben, noch die Anklage gegen die 24 Bahai, von denen fünf deportiert wurden, eingestellt.
Die von Huthi-Führer Abdul-Malik al-Huthi medial übertragenen Hassreden sind mit denen des Obersten Revolutionsführers des Iran Khamenei vergleichbar. Die Inhaftierungen und Willkürurteile werden ebenfalls mit Spionage für Israel oder Apostasie begründet und sind Ausdruck tiefgreifender religiöser Vorurteile. Der Einfluss Irana auf die Nationale Sicherheitsbehörde und die sondergerichtliche Staatsanwaltschaft der Huthis wird von Journalisten, Menschenrechtsorganisationen und unabhängigen Experten der Region, wie dem UN-Sonderberichterstatter für Religions- und Glaubensfreiheit, Ahmed Shaheed, bestätigt. In einer Erklärung vom 22. Mai 2017 beschreibt er die auffällige Ähnlichkeit der jüngsten Verfolgung der Bahai im Jemen mit der der Bahai in Iran wie folgt: „Die jüngste Eskalation des anhaltenden Verfolgungsmusters der Bahai-Gemeinde in Sana’a spiegelt die Verfolgung der im Iran lebenden Bahai wider.“ Er fügte hinzu, dass sich „die Belästigung der religiösen Minderheit der Bahai als religiöse Verfolgung im Jemen, wenn nicht sogar in noch schlimmerem Ausmaß, fortzusetzen scheint.“
Am 26. September 2018 äußerte sich die Beauftragte der Bundesregierung für Menschenrechtspolitik und Humanitäre Hilfe, Bärbel Kofler zur Verfolgung der Bahai im Jemen und forderte ihre Freilassung. Anfang November 2018 hatte die Bundesregierung gemeinsam mit den Regierungen der USA, Kanadas und Australiens eine Erklärung unterzeichnet, in der sie ihre Besorgnis über die Verschlechterung der Behandlung der Bahai im Jemen, insbesondere durch die Huthis in Sanaa, zum Ausdruck brachten. In der Erklärung fordern sie die Huthis auf, alle Bahai sofort freizulassen.